# Морозовская стачка
Морозовская стачка — одна из крупнейших организованных забастовок рабочих Российской империи, произошедшая 7—17 января 1885 года на текстильной фабрике «Товарищества Никольской мануфактуры Саввы Морозова, сына и Ко» (село Никольское, ныне в черте города Орехово-Зуево). Фабрика принадлежала купцу Тимофею Саввичу Морозову, сыну покойного основателя товарищества.
Организаторами и руководителями стачки были рабочие Никольской мануфактуры П. А. Моисеенко и В. С. Волков. В забастовке приняло участие около 8 тысяч из 11 тысяч рабочих мануфактуры.

## Причины
Причиной стачки послужило резкое ухудшение положения рабочих в результате промышленного кризиса начала 1880-х годов, а также жестокая эксплуатация со стороны владельцев фабрики. В частности, с 1882 по 1884 год пять раз снижалась заработная плата. Так, в 1881 году ткач зарабатывал 55 коп. в день, в 1882 — 49 коп. в 1883 г.—44 коп., в 1884 г.— 41 коп., что составляло в месяц 9 р. 60 к. Таким образом, заработок в течение четырех лет уменьшился на 25%. Штрафы также поглощали пятую часть заработка рабочего, кроме этого производились вычеты за освещение, баню, уголь. В общей сложности штрафы и вычеты в 1884 г. достигали 20—23% всей суммы заработка. 
В этот исторический период рабочие нанимались от Пасхи до Покрова и от Покрова до Пасхи на определённых условиях. Расценки рабочим Морозова были снижены 1 октября 1884, поэтому зимой рабочие требовали возвращение старых расценок.
Намереваясь скрыть практику наложения крупных штрафов, контора фабриканта поступала так: тех ткачей, у которых штрафы достигали 50% заработка, она заставляла брать расчет, а потом в тот же день эти рабочие могли снова поступить на фабрику и получить новую расчетную книжку.
Основными требованиями бастующих было повышение заработной платы до уровня 1880—1882 года, сокращение штрафов до 5 % заработка и общее облегчение положения рабочих. 11 января Волков вручил владимирскому губернатору «Требования по общему согласию рабочих», в которых содержался пункт об учреждении государственного контроля над фабрикантами, а также и о принятии законодательных изменений в условия найма.
А. В. Пыжиков указывает, что предпосылками стачки явились процессы внутри старообрядческих общин, выходцами из которых являлись большинство русских купцов и промышленников центральных, поволжских и уральских губерний Российской империи. Первоначально являвшиеся всего лишь распорядителями общинных средств, после 1855 года старообрядческие купцы и фабриканты (в том числе Морозовы) под давлением правительства превратились в частных собственников этих средств. Низкая конкурентоспособность старообрядческих предприятий, обусловленная обязательствами фабрикантов по созданию социальной инфраструктуры для рабочих-единоверцев (жилье, больницы) обусловила желание собственников предприятий снизить социальные затраты (или компенсировать их посредством системы штрафов). Трансформация социально ориентированного хозяйства, чьей целью первоначально было обеспечение жизни старообрядческой общины, в чисто капиталистическую экономику воспринималось как несправедливость и вызывало протест со стороны рядовых членов общины.
Непосредственным поводом к стачке стало объявление праздника Иоанна Крестителя (7 января 1885 г. по ст. ст.) рабочим днем. Рабочие требовали не только снижения штрафов и повышения расценок, но и свободного выбора старост в рабочих артелях, в соответствии со старообрядческими традициями самоуправления. В ответ на отказ со стороны Т. С. Морозова рабочие ответили, что если собственник не уступит их требованиям, «то и фабрику Вам не водить», что являлось напоминанием того, что свои капиталы Морозовы получили от общины.

## Ход стачки
Первое собрание было проведено вечером 5 января. В условленное время рабочие собрались в трактире на песках. Обсудив текущее своё положение, рабочие приняли решение остановить работу фабрики любыми средствами. 6 января в том же трактире собрались 50 рабочих.
Перед революционно настроенными рабочими выступил ткач Лука Иванов, которые зачитал воззвание. Волков призывал рабочих твёрдо отстаивать свои «права и не унывать». Последним говорил Моисеенко, он призывал рабочих бороться и добиваться улучшения своего положения. Его революционная агитация произвела огромное впечатление на присутствующих рабочих, которые в ответ ему кричали: «Идём все с вами!».
Когда работа на фабрике была остановлена, рабочие разбили стёкла у мастера Шорина, который был известен своей несправедливостью по отношению к рабочим предприятия. Были выбиты стёкла у управляющего фабрикой Дианова. В тот же день работники фабрики разграбили лавку и контору. Моисеенко и Волков прибежали на место разграбления, но их никто не слушал. Вскоре организованные рабочие прекратили разграбление, а вечером Моисеенко и Волков стали ходить по рабочим казармам для того, что объяснять рабочим, что им нужно делать дальше.
С самого начала стачки фабричная администрация скрылась, а хозяин фабрики Морозов стал посылать телеграммы министру внутренних дел и просить принять меры к прекращению забастовки. Владимирскому губернатору было предложено принять надлежащие меры, а прокурор Московской палаты получил приказ выехать в Орехово-Зуево..
Александр III, которому сообщили об этой забастовке, на представленном ему докладе написал: «Я очень боюсь, что это дело анархистов». Царь потребовал, чтобы ему ежедневно докладывали о всех подробностях, получаемых от губернатора и жандармского начальства.

## Подавление забастовки

Монумент на месте стачки.

В подавлении стачки участвовало 3 батальона солдат и 6 сотен казаков под личным руководством прибывшего в Орехово-Зуево владимирского губернатора И. М. Судиенко. Было арестовано свыше 600 рабочих, в том числе Моисеенко и Волков. Стачка была окончательно подавлена 17 января после ряда столкновений между бастующими и правительственными войсками.
Под суд были отданы 33 человека, которые, однако, были оправданы судом присяжных, ввиду тяжёлого положения рабочих и нарушений со стороны администрации мануфактуры. Участники стачки подверглись наказанию в несудебном порядке: около 800 рабочих были высланы на родину под надзор полиции, П. А. Моисеенко был на 5 лет сослан в Архангельскую губернию, В. С. Волков — на 3 года в Вологодскую губернию.
20 января министр внутренних дел уже докладывал императору, что на Никольской мануфактуре Морозова в субботу 19 января работало 4 508 ткачей и на понедельник записалось ещё 300 работников и что порядок полностью восстановлен. Довольный, Александр III написал на докладе Cудиенко: «Дай Бог, чтобы так и продолжалось».
После подавления забастовки были заведены два уголовных дела. По первому привлекались к суду 17 ткачей, среди них были Моисеенко и Волков. Слушание проходило во Владимирским окружном суде 7 и 8 февраля 1886 г. Подсудимым было предъявлено обвинение в участии в стачке и в уличных беспорядках. Моисеенко, Волков и Яковлев больше года просидели в тюрьме до суда. Суд приговорил Моисеенко, Волкова и Шелухина к «аресту при полиции» на 3 месяца, трех обвиняемых — на два месяца, десять обвиняемых — на 1 месяц и двух — на две недели.
Второе дело слушалось тоже во Владимирском окружном суде с 23 по 27 мая 1886 года. По нему проходили 33 работника фабрики из числа подсудимых
Моисеенко и Волков обвинялись в подстрекательстве рабочих к стачке и старик Лифанов обвинялся в нападении на
военный караул. Обвиняемые находились под стражей и просидели в тюрьме до суда больше года. Среди них были две женщины.
Из многочисленных показаний свидетелей выяснилось, в каких тяжелых условиях находились рабочие, и как ни старались хозяин фабрики Морозов и его сподручные скрыть истинное положение вещей, многое вышло наружу на гласном суде.

## Значение
В результате стачки рабочим удалось добиться некоторых уступок: владельцами фабрики были возмещены штрафы, взысканные с 1 октября 1884 года, однако заработная плата повышена не была.
Морозовская стачка вызвала облегчение политики штрафов на других фабриках Российской империи, а также привела к разработке в 1886 году фабричного законодательства (в частности, 3 июня 1886 года был принят закон о штрафах).
Значение Морозовской стачки для развития революционного движения подчёркивал В. И. Ленин:

Эта громадная стачка произвела очень сильное впечатление на правительство, которое увидало, что рабочие, когда они действуют вместе, представляют опасную силу, особенно когда масса совместно действующих рабочих выставляет прямо свои требования.
(Полное собрание соч., 5 изд., т. 2, с. 23)

В ноябре 1923 года в память об участниках стачки в Орехове-Зуеве был установлен памятник по проекту художников А. Шапошникова и В. Взорова. В 1961 году А. Шапошников вместе с художником Александром Куровым написал одну из своих лучших картин «Морозовская стачка 1885 года».